# Steenkoolbekken van Minoesinsk
Het steenkoolbekken van Minoesinsk (Russisch: Минусинский угольный бассейн; [Minoesinski oegolny bassejn]) is een steenkoolbekken in de Minoesinskdepressie grotendeels liggend in de Russische autonome republiek Chakassië en gedeeltelijk in het zuiden van de kraj Krasnojarsk. Het is door middel van spoorlijnen verbonden met Novokoeznetsk, Atsjinsk en Tajsjet. Het delven van steenkool begon hier in 1904 en vond tot 1917 plaats in smalle primitieve mijnen. Van 1926 tot 1928 werd een gedetailleerde geologische verkenning gemaakt van het gebied door A. Ivanov, die alle tot nog toe bekende steenkoollagen in kaart bracht.